# Азербайджан на зимних Олимпийских играх 2022
Азербайджан на зимних Олимпийских играх 2022 года был представлен двумя спортсменами в фигурном катании. На церемонию открытия Олимпийских игр знаменосцем сборной был выбран Владимир Литвинцев

## Состав сборной
Фигурное катание
1. Владимир Литвинцев
2. Екатерина Рябова

## Результаты соревнований

### Коньковые виды спорта

#### Фигурное катание
Большинство олимпийских лицензий на Игры 2022 года были распределены по результатам выступления спортсменов в рамках чемпионата мира 2021 года. По его итогам сборная Азербайджана смогла завоевать одну квоту в одиночном женском катании. Ещё одну квоту в мужском одиночном катании удалось получить благодаря успешному выступлению на турнире Nebelhorn Trophy, где нужно было попасть в число 3-6 сильнейших в зависимости от дисциплины. По итогам соревнований фигурист Владимир Литвинцев занял 6-е место, получив квоту для страны.
| Соревнование              | Спортсмены         | Короткая программа | Короткая программа | Произвольная программа | Произвольная программа | Всего        | Всего |
| Соревнование              | Спортсмены         | Сумма баллов       | Место              | Сумма баллов           | Место                  | Сумма баллов | Место |
| ------------------------- | ------------------ | ------------------ | ------------------ | ---------------------- | ---------------------- | ------------ | ----- |
| мужское одиночное катание | Владимир Литвинцев | 84,15              | 18                 | 155,04                 | 19                     | 239,19       | 18    |
| женское одиночное катание | Екатерина Рябова   | 61,82              | 16                 | 118,15                 | 15                     | 179,97       | 15    |